# Śliwa wiśniowa

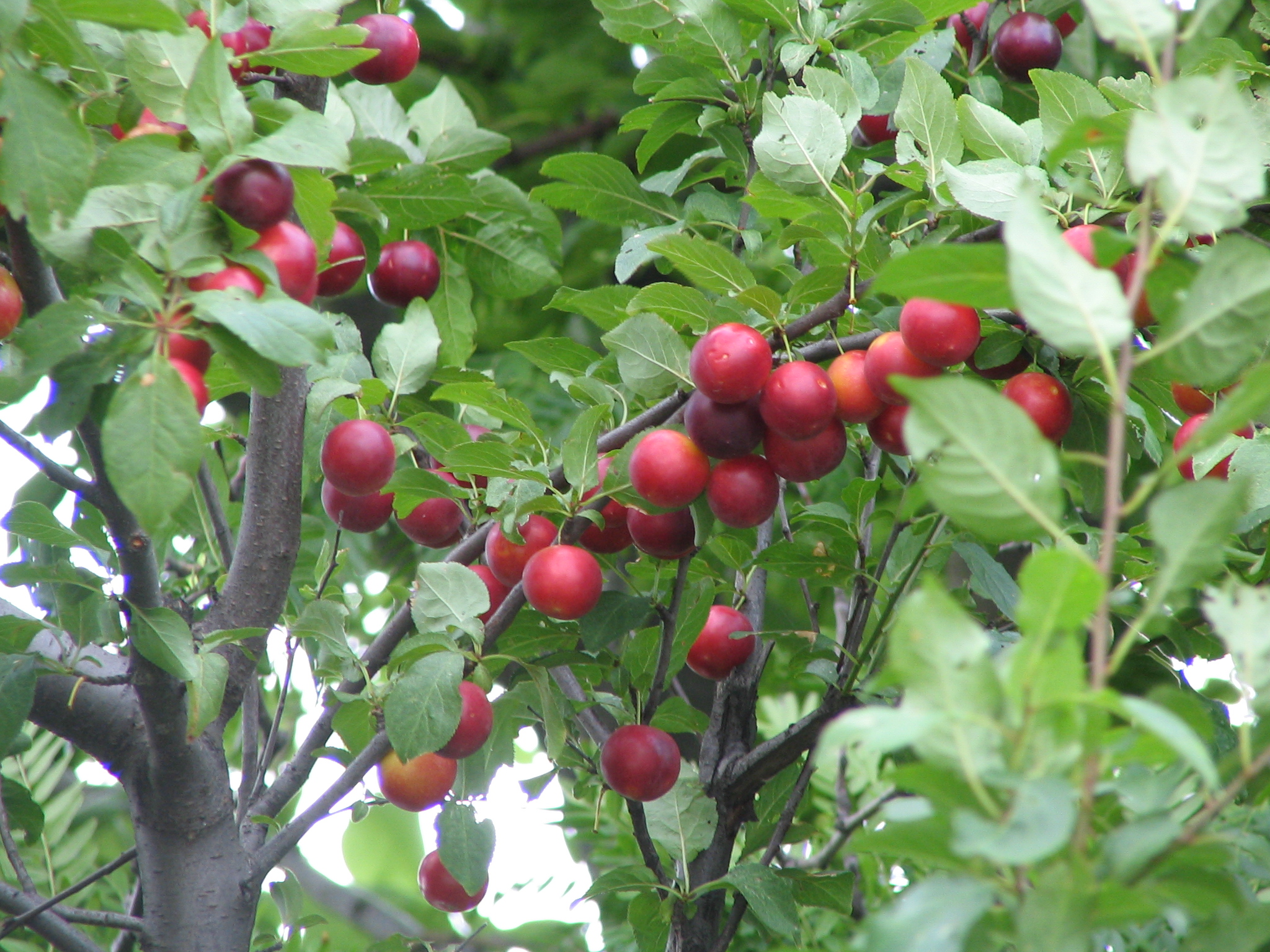
Owoce i liście

Śliwa wiśniowa, ałycza (Prunus cerasifera) – gatunek rośliny z rodziny różowatych. Pochodzi z Azji Zachodniej, Środkowej, Kaukazu i południowo-wschodniej Europy, rozprzestrzenił się także jako gatunek zawleczony w Australii i Nowej Zelandii, na Wyspach Brytyjskich, w Europie, w USA i tropikalnej Azji. W wielu krajach świata, również w Polsce, jest uprawiany. Czasem dziczeje i we florze krajowej klasyfikowany jest jako gatunek lokalnie zadomowiony (kenofit), mogący powodować przekształcenia naturalnych zbiorowisk zaroślowych.

## Morfologia
PokrójNiskie drzewo do 10 metrów wysokości. Ma nieregularną, sklepioną, luźną koronę na prostym i smukłym pniu. Młode gałązki lśniące.
LiścieLiście delikatnie piłkowane, ciemnoczerwone, purpurowe, brązowawe. Odwrotnie jajowate lub eliptyczne, dość cienkie.

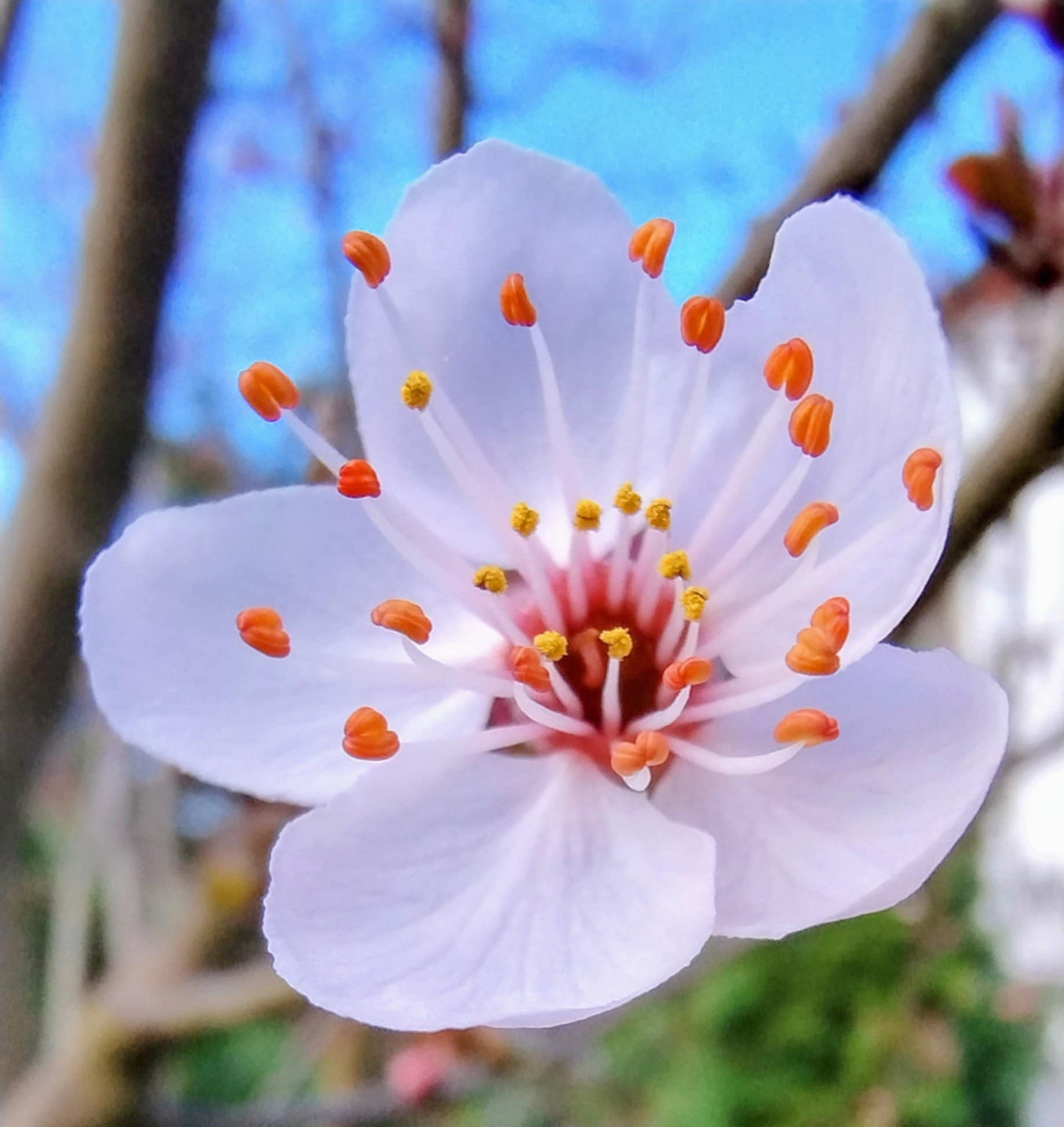
Kwiat obupłciowy

KwiatyKwiaty białe, u niektórych odmian różowe, o średnicy do 2,5 cm. Zazwyczaj osadzone pojedynczo na długich szypułkach. Rozwijają się równocześnie z liśćmi lub na krótko przedtem. Kwitnie na przełomie marca i kwietnia.
OwoceOwoc żółty do czerwonego, na długim ogonku, twardy – przypomina dużą czereśnię. Pestka nie oddziela się od miąższu. Nazywany często "mirabelką", choć to nazwa podgatunku śliwy domowej.

## Zastosowanie
- Z owoców sporządza się napoje bezalkoholowe, wina, nalewki, kompoty, marmolady, galaretki. Dzięki wysokiej zawartości pektyn sok ałyczy odznacza się dużą zdolnością galaretującą i daje przeźroczystą, żółtawą galaretę[9].
- Typowa dziko rosnąca forma jest uprawiana i stosowana jako podkładka dla innych śliw[6].
- Jest uprawiana jako roślina ozdobna. Najczęściej uprawia się kultywary o czerwonych liściach. Nadaje się też na żywopłoty, zarówno formowane, jak i nieformowane.
- Roślina miododajna[6].

## Zmienność

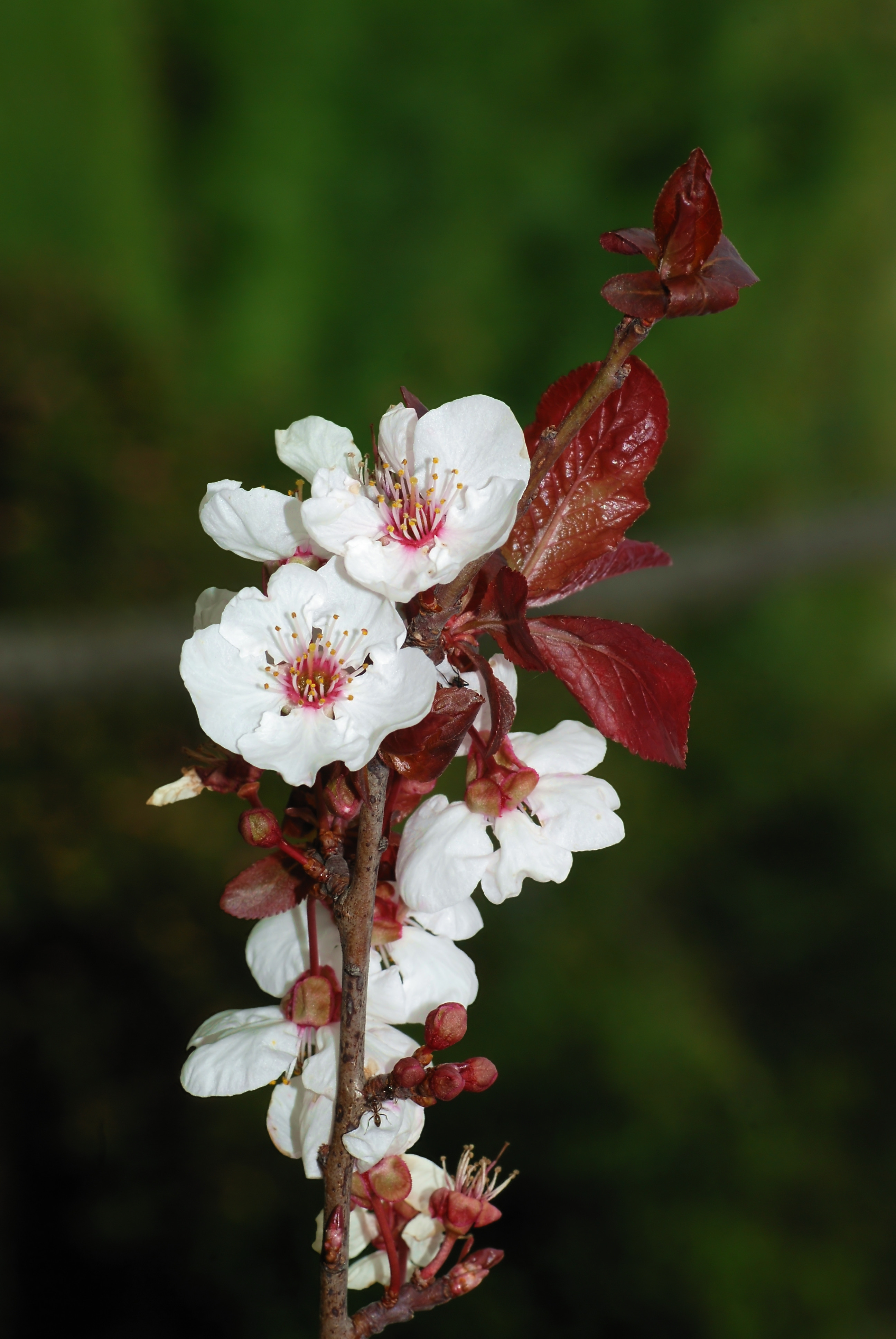
Pęd z kwiatami

- Odmiany uprawne. Istnieje duża liczba kultywarów o czerwonych liściach[10][11]:
  - ‘Atropurpurea’ (synonim ‘Pissardii’) – liście purpurowe. W 1880 przysłał ją do Francji ogrodnik szacha Persji.
  - ‘Elvins’ – ma białe kwiaty z różowym odcieniem na łukowato zwieszających się gałęziach. Wyhodowana została w Australii. Wysokość tylko do 3,5 m.
  - ‘Nigra’ – niska odmiana o ciemnopurpurowych i drżących nawet przy najmniejszym powiewie wiatru liściach
  - ‘Woodi’ – ma ciemnoczerwone liście i purpurowe kwiaty
- Odmiany botaniczne. Ma jedną odmianę Prunus cerasifera Ehrh. var. divaricata (Ledeb.) L. H. Bailey (synonimy: Prunus divaricata Ledeb., Prunus divaricata subsp. divaricata, Prunus divaricata subsp. nairica Kovalev, Prunus sogdiana Vassilcz.)[4]
- Synonimy[4]: Prunus cerasifera var. atropurpurea  H. Jaeger, Prunus cerasifera subsp. myrobalana (L.) C. K. Schneid., Prunus cerasifera var. pissardii (Carrière) L. H. Bailey, Prunus cerasifera var. woodii (Späth) Rehder, Prunus korolkowii R. Vilm., Prunus myrobalana (L.) Loisel., Prunus pissardii Carrière

## Uprawa
Dobrze znosi suszę, najlepiej rośnie na glebach lekkich, piaszczystych. Odmiany ozdobne powinny mieć stanowisko słoneczne, a trawnik wokół rośliny koszony. Przez lato należy nawozić. Odmiany ozdobne rozmnaża się przez szczepienie lub okulizację na siewkach gatunku.